# René Guyot
René Guyot (1882) è stato un tiratore a volo francese.
Partecipò alle Olimpiadi 1900 di Parigi dove riuscì a vincere la medaglia d'argento nella gara di fossa olimpica.

## Palmarès
| Anno | Manifestazione | Sede   | Evento         | Risultato | Note |
| ---- | -------------- | ------ | -------------- | --------- | ---- |
| 1900 | Olimpiadi      | Parigi | Fossa olimpica | Argento   |      |